# ジョングレイ州
ジョングレイ州（ジョングレイしゅう、英語: Jonglei）は、南スーダン共和国の州である。州都はボル。
南スーダンの州では唯一、独立後一度も消滅をしていない。スーダン共和国時代の1994年2月14日に設置され、当時は11郡を擁し南スーダンでは最大の面積を持つ州であった。南スーダン独立後の2015年に州域は3郡へ縮小するも、2020年に2郡を除く9郡が復帰した。
2015年以前の面積は122,580.83km2、人口は1,358,602人（2008年国勢調査）。2015年から2020年までの面積は約2.6万km2、521,750人（2014年推定）。2020年以降は80,926.78km2、1,738,364人（2020年推定）。

## 歴史

### ディンカ虐殺
1991年11月15日、スーダン（現南スーダン）南部のジョングレイ州ボルで、ヌエル族のリエック・マチャルによるディンカ虐殺が起こった。

### 独立
2011年7月9日、ジョングレイ州はスーダンから独立した南スーダン共和国の州のひとつとなった。

### 民族対立
2011年末から2012年1月にかけて、ピボール郡に居住するロウ・ヌエル族とムルレ族が対立。ジョングレイ州では、かつてより家畜であるウシをめぐってディンカ族、ヌエル族、ムルレ族などの牧畜民が対立してきた。第一次・第二次スーダン内戦以降、銃の普及や国家、国際機関の介入により、これらの戦いの様式は変化を遂げている。2011年のロウ・ヌエル族のムルレ族に対する攻撃では死者3,000人超、数万人が避難する大規模な衝突となったとされている。
2014年に結ばれたムルレ族の武装組織と南スーダン政府の和平協定により、ピボール郡とポチャッラ郡を範囲とする大ピボール行政区（GPAA）が設置された。

### 2013年クーデター未遂事件
2013年12月14日に、首都ジュバで発生したクーデター未遂事件が州内各地に飛び火。同月18日には州都ボルにてヌエル族の部隊と政府軍との間で銃撃戦が発生したほか、19日にはアコボ郡に駐留していた国際連合南スーダン派遣団のインド軍部隊がヌエル族の襲撃を受けインド兵3人が死亡した。武力衝突を通じ、ディンカ族の兵士がヌエル族の住民を、ヌエル族の兵士がディンカ族の住民を、それぞれ殺害するなどの抗争が生じた。

## 行政区分
ジョングレイ州には、2020年時点で9つの郡がある。斜体は2015年から2020年まで所属していた州。
1. トゥイック・イースト郡（英語版） - ジョングレイ州に残留
2. デュック郡（英語版） - 残留
3. ボル郡（英語版） - 残留
4. アコボ郡（英語版） - 東部ビエー州→アコボ州
5. 二ロール郡（英語版） - 東部ビエー州→ビエー州
6. ウロール郡（英語版） - 東部ビエー州→ビエー州
7. アユド郡（英語版） - 西部ビエー州→ファンガク州
8. ピジー郡（英語版） - 東部ナイル州→中央上ナイル州
9. ファンガック郡（英語版） - 西部ビエー州→ファンガク州

以下の2郡はかつて所属していた郡である。2014年に州内自治区である大ピボール行政区へ異動したあと、2015年からボーマ州へ所属。2020年に同州はピボール行政区へ改編され、2郡の所属も据え置きとなった。
- ピボール郡（英語版）
- ポチャッラ郡（英語版）

### 主要都市
- アドク（英語版）・・・リーア（英語版）（ユニティ州）の河港

## 産業
ボルには発電所があり、町に電力を供給している。

## 交通

### 空路
国連の管理の下飛行場も存在し、ジュバ-ボル間を行き来する。

### 陸路
州都はボルであり、ジュバから車で3時間～4時間の位置にある。
雨季中にはアクセスが極端に悪くなり、6月から11月の期間は悪路により陸路での移動は厳しくなる。

## 住民

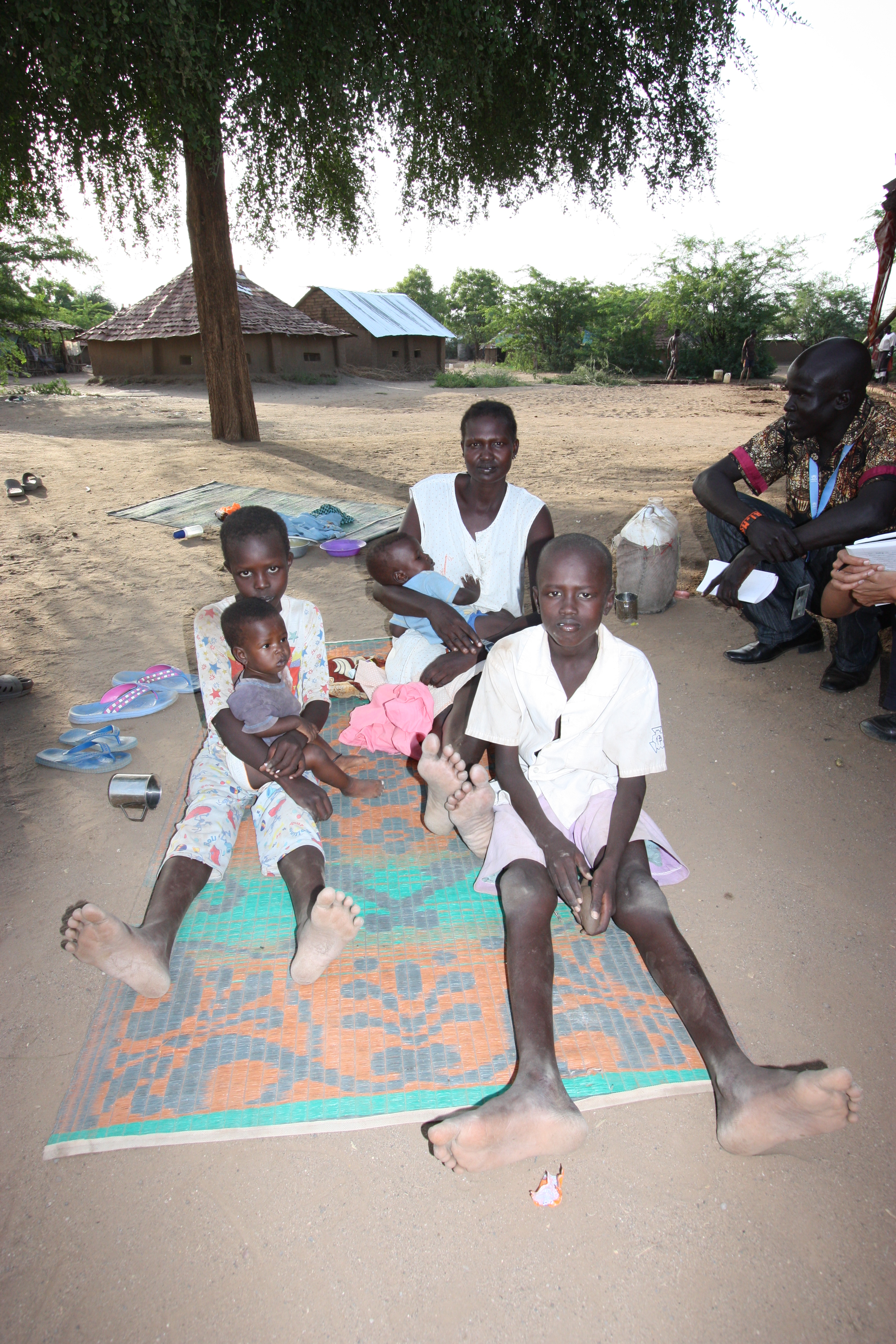
ジョングレイ州の住民

### 民族
ディンカ族、ヌエル族、ムルレ族。

### 言語
ヌエル語は、ナイル諸語のディンカ語とともに、ナイル・サハラ語族に属す。
ムルレ語は、東スーダン語派のスルム諸語に属す。

### 宗教
キリスト教、クウォス。

## その他
大小数多くのNGOや国連機関が活動しているが、現在のところ日本のNGOとしてはピースウィンズジャパンとケアインターナショナルジャパンがジョングレイ州で活動中である。